# Stuart Pearce
Stuart Pearce (MBE) (London, 1962. április 24. –) angol labdarúgó és edző. A 2012-es nyári olimpián a brit válogatott edzője volt.

## Pályafutása
Pearce pályafutását fél-profiként a Wealdstone-nál kezdte 1978-ban. 1983-ban a Coventry City ajánlott érte 30 000 fontot, ami nagy pénznek számított egy fél-profi játékosért. Bobby Gould, a Coventry menedzsere azonban ragaszkodott a játékos leigazolásáért, ugyanis nagyra értékelte elszántságát és harcias hozzáállását.
A Coventry már profi szerződést ajánlott neki, ahol kemény, de becsületes bal hátvédként ismerték meg a szurkolók.
Két év múlva a Brian Clough által irányított Nottingham Forest vásárolta meg 300 000 fontnyi összegért. A Nottinghamben 12 évet töltött el, több mint 400 bajnokin lépett pályára, a csapatkapitányi karszalagot is kiérdemelte. Ez idő alatt nyert két ligakupát, valamint az ő góljával sokáig vezettek az 1991-es FA-kupa döntőjében is, de aztán a Tottenham fordított és nyert.
A Nottingham sikerévei után 1993-ban kiesett a másodosztályba, azonban Pearce nem hagyta cserben a csapatot és segített nekik egy év után ismét visszakerülni az élvonalba. Ekkor a 3. helyet érték el, ami azt jelentette, hogy indulhattak az UEFA-kupában, ahol később a negyeddöntőig jutott a csapat.
1997-ben került a Newcastle United csapatához, két év múlva pedig a West Hamhez. Pályafutása végén egy évet játszott még a Manchester Citynél, onnan vonult vissza 2002-ben.
1999 januárjában II. Erzsébet angol királynő a A Brit Birodalom Érdemrendjének member (tag) fokozatát adományozta neki.
2016. január 28-án, 53 évesen leszerződött az amatőr bajnokságban érdekelt Longford együtteséhez, ahol március 12-én játszotta le egyetlen mérkőzését.

## A válogatottban
Az angol válogatottban egy Brazília elleni barátságos meccsen debütált 1987. május 25-én, a mérkőzés 1–1-es döntetlennél ért véget. Részt vett az 1990-es világbajnokságon, az 1992-es és 1996-os Európa-bajnokságon is. A nemzeti csapatban összesen 78 alkalommal lépett pályára és 5 gólt szerzett.

## Menedzserként
Visszavonulása után a Manchester Citynél maradt és mint segéd menedzser, de 2005 március 11-én Keegan távozott és Pearce került a csapat élére. A 2004/2005-s szezon végére 4 győzelmet, 4 döntetlent és 1 vereséget könyvelhetett el a gárda Pearce-el.
Összesen 96 mérkőzésen irányította a világoskékeket, ebből 34-et tudtak megnyerni, 43-szor szenvedtek vereséget, a többi mérkőzésen (19) döntetlen született. 2007-ben kinevezték az angol U21-es válogatott élére, 2013-ig négy korosztályos Európa-bajnokságon is ő vezette a "háromoroszlánosokat". Ez idő alatt kétszer is segítette az angol nagy válogatottat, egyszer 2008–2012-ig segédedzőként, 2012-ben pedig Fabio Capello menesztése után egy mérkőzésig megbízott szövetségi kapitányként, valamint a 2012-es londoni olimpián az ő irányítása alatt játszott a brit labdarúgó-válogatott.
2012 májusától egészen 2014 július elsejéig nem volt csapata. 2014 július elsején aláírt a Nottingham Foresthez. A szezon jól indult, mert a csapat először csak a 12. fordulóban kapott ki, de az ezt követő 4 meccsen csupán 1 pontot szereztek. November a gárda zsinórban két meccset is megnyert, de az ezt követő 9 meccsen csak 1 győzelmet és 3 vereséget tudott felmutatni a gárda. A 2015. január 31-én a Millwall Fuller góljával nyerni tudott a Nottingham Forest otthonában. Másnap a Nottingham vezetősége menesztette Pearce-t.
Pearce 32 meccsen irányította a Nottinghamet, mérlege 10 győzelem, 10 döntetlen és 12 vereség.

## Statisztika

### Játékosként
| Klub              | Szezon    | Bajnokság | Bajnokság | FA-kupa  | FA-kupa | Ligakupa | Ligakupa | Egyéb    | Egyéb | Összesen | Összesen |
| Klub              | Szezon    | Fellépés  | Gól       | Fellépés | Gól     | Fellépés | Gól      | Fellépés | Gól   | Fellépés | Gól      |
| ----------------- | --------- | --------- | --------- | -------- | ------- | -------- | -------- | -------- | ----- | -------- | -------- |
| Wealdstone        | 1978–1983 | 176       | 10        | 0        | 0       | 0        | 0        | 0        | 0     | 242      | 16       |
| Wealdstone        | Összesen  | 176       | 10        | 0        | 0       | 0        | 0        | 0        | 0     | 242      | 16       |
| Coventry City     | 1983–84   | 23        | 0         | 0        | 0       | 0        | 0        | 0        | 0     | 23       | 0        |
| Coventry City     | 1984–85   | 28        | 4         | 2        | 0       | 0        | 0        | 0        | 0     | 30       | 4        |
| Coventry City     | Összesen  | 51        | 4         | 2        | 0       | 0        | 0        | 0        | 0     | 53       | 4        |
| Nottingham Forest | 1985–86   | 30        | 1         | 0        | 0       | 4        | 0        | 0        | 0     | 34       | 1        |
| Nottingham Forest | 1986–87   | 39        | 6         | 0        | 0       | 5        | 2        | 0        | 0     | 44       | 8        |
| Nottingham Forest | 1987–88   | 34        | 5         | 5        | 1       | 3        | 0        | 1        | 0     | 41       | 6        |
| Nottingham Forest | 1988–89   | 36        | 6         | 5        | 0       | 8        | 1        | 5        | 3     | 54       | 11       |
| Nottingham Forest | 1989–90   | 34        | 5         | 1        | 0       | 10       | 1        | 2        | 2     | 47       | 9        |
| Nottingham Forest | 1990–91   | 33        | 11        | 10       | 4       | 4        | 1        | 2        | 0     | 49       | 16       |
| Nottingham Forest | 1991–92   | 30        | 5         | 4        | 2       | 9        | 1        | 5        | 1     | 48       | 9        |
| Nottingham Forest | 1992–93   | 23        | 2         | 3        | 0       | 5        | 0        | 0        | 0     | 28       | 2        |
| Nottingham Forest | 1993–94   | 42        | 6         | 2        | 0       | 1        | 0        | 1        | 0     | 50       | 6        |
| Nottingham Forest | 1994–95   | 36        | 8         | 1        | 0       | 3        | 2        | 0        | 0     | 40       | 10       |
| Nottingham Forest | 1995–96   | 31        | 3         | 4        | 2       | 1        | 1        | 8        | 0     | 44       | 6        |
| Nottingham Forest | 1996–97   | 33        | 5         | 2        | 0       | 2        | 0        | 0        | 0     | 37       | 5        |
| Nottingham Forest | Összesen  | 401       | 63        | 34       | 8       | 57       | 11       | 24       | 6     | 522      | 92       |
| Newcastle United  | 1997–98   | 25        | 0         | 7        | 0       | 0        | 0        | 4        | 1     | 34       | 1        |
| Newcastle United  | 1998–99   | 12        | 0         | 0        | 0       | 2        | 0        | 2        | 0     | 15       | 0        |
| Newcastle United  | Összesen  | 37        | 0         | 7        | 0       | 2        | 0        | 6        | 1     | 52       | 1        |
| West Ham Utd      | 1999–2000 | 8         | 0         | 0        | 0       | 0        | 0        | 0        | 0     | 8        | 0        |
| West Ham Utd      | 2000–01   | 34        | 2         | 4        | 1       | 4        | 0        | 0        | 0     | 42       | 3        |
| West Ham Utd      | Összesen  | 42        | 2         | 4        | 1       | 4        | 0        | 0        | 0     | 50       | 3        |
| Manchester City   | 2001–02   | 38        | 3         | 2        | 0       | 3        | 0        | 0        | 0     | 43       | 3        |
| Manchester City   | Összesen  | 38        | 3         | 2        | 0       | 3        | 0        | 0        | 0     | 43       | 3        |
| Karrier összesen  | 1985–2002 | 746       | 82        | 52       | 10      | 69       | 11       | 30       | 7     | 962      | 118      |

### Edzőként
| Csapat                         | -tól               | -ig              | Eredmény | Eredmény | Eredmény | Eredmény | Eredmény |
| Csapat                         | -tól               | -ig              | M        | Gy       | D        | V        | Gy%      |
| ------------------------------ | ------------------ | ---------------- | -------- | -------- | -------- | -------- | -------- |
| Nottingham Forest (ideiglenes) | 1996. december 20. | 1997. május 8.   | 23       | 7        | 9        | 7        | 30,43    |
| Manchester City                | 2005. március 11.  | 2007. május 14.  | 97       | 34       | 20       | 43       | 35,05    |
| Anglia U21                     | 2007. február 1.   | 2013. június 18. | 41       | 23       | 13       | 5        | 56,10    |
| Nagy-Britannia, olimpia        | 2011. október 20.  | 2013. június 18. | 5        | 2        | 2        | 1        | 40,00    |
| Anglia (ideiglenes)            | 2012. február 8.   | 2012. május 1.   | 1        | 0        | 0        | 1        | 0.00     |
| Összesen                       | Összesen           | Összesen         | 166      | 65       | 44       | 57       | 39,16    |

## Sikerei, díjai

### Játékosként
Nottingham Forest
- Ligakupa: 1988–89, 1989–90

West Ham United
- Intertotó-kupa: 1999
- Premier League – A hónap játékosa díj: 2001. február

Manchester City
- Másodosztály győztese: 2001–02

### Menedzserként
Anglia U21
- U21-es Európa-bajnokság 3. hely: 2007
- U21-es Európa-bajnokság 2. hely: 2009

## Fordítás
- Ez a szócikk részben vagy egészben  a   Stuart Pearce című angol Wikipédia-szócikk fordításán alapul.  Az eredeti cikk szerkesztőit annak laptörténete sorolja fel. Ez a jelzés csupán a megfogalmazás eredetét és a szerzői jogokat jelzi, nem szolgál a cikkben szereplő információk forrásmegjelöléseként.